# Enrique Chimento
Enrique Chimento – piłkarz argentyński, obrońca.
Będąc piłkarzem klubu Barracas Central Buenos Aires był w kadrze reprezentacji Argentyny w finałach mistrzostw świata w 1934 roku, gdzie Argentyna odpadła już w pierwszej rundzie. W jedynym meczu ze Szwecją nie wystąpił, będąc tylko rezerwowym.
Nigdy nie wziął udziału w turnieju Copa América.